# Conseil Hassan II 4
Monarchie constitutionnelle
Gouvernement Bahnini Gouvernement Benhima/Laraki
Le gouvernement Hassan II 4 est le dixième gouvernement du Maroc depuis son indépendance en 1955. Formé le 8 juin 1965, il a pris fin le 11 novembre 1967.

## Composition
| Portefeuille                                                                      | Ministre                  |
| --------------------------------------------------------------------------------- | ------------------------- |
| Président du Conseil                                                              | Hassan II                 |
| Ministre d’État                                                                   | Mohamed Zeghari           |
| Ministre des Affaires de la Mauritanie et du Sahara marocain                      | Moulay Driss El Alaoui    |
| Ministre de la Justice                                                            | Abdelhadi Boutaleb        |
| Ministre des Affaires étrangères                                                  | Ahmed Taïeb Benhima       |
| Ministre du Développement                                                         | Mohamed Cherkaoui         |
| Ministre de la Défense nationale                                                  | Mohamed Ameziane Zehraoui |
| Ministre de l’Intérieur                                                           | Mohamed Oufkir            |
| Ministre des Affaires administratives                                             | Ahmed Bahnini             |
| Ministre de l’Éducation Nationale, des Beaux-Arts et de la Jeunesse et des Sports | Mohamed Benhima           |
| Ministre des Finances                                                             | Mamoun Tahiri             |
| Ministre de l’Agriculture et de la Réforme agraire                                | Mahjoubi Aherdane         |
| Ministre de l’Industrie Moderne, des Mines, du Tourisme et de l’Artisanat         | Mohamed Laghzaoui         |
| Ministre des Travaux publics et des Transports                                    | Ahmed Lâski               |
| Ministre du Commerce                                                              | Abdelhamid Zemmouri       |
| Ministre de la Santé Publique                                                     | Larbi Chraïbi             |
| Ministre des Habous et des Affaires islamiques                                    | Ahmed Bargache            |
| Ministre des P.T.T                                                                | Mohamed Haddou Chiguer    |
| Ministre de l’Emploi et des Affaires sociales                                     | Abdelhafid Boutaleb       |
| Ministre de l’Information                                                         | Ahmed Majid Benjelloun    |
| Secrétaire d’État aux Affaires étrangères                                         | Abdellah Chorfi           |
| Secrétaire d’État auprès du ministère des Affaires administratives                | Badreddine Snoussi        |
| Secrétaire d’État auprès du ministre du Tourisme et de l’Artisanat                | Abderrahmane Cohen        |